# マリア・モンコ
マリア・イヴァノヴナ・モンコ（ロシア語: Мария Ивановна Монько, ラテン文字転写: Maria Ivanovna Monko, 1990年11月26日 - ）は、ロシア、キーロフ出身の女子アイスダンス選手。パートナーはイリヤ・トカチェンコ、アレクサンドル・ボルツォフ。妹はアイスダンス選手のクセニヤ・モンコ。
2007年ISUジュニアグランプリファイナル優勝。

## 経歴
キーロフに生まれ、5歳のころにスケートを始めた。のちにアレクサンドル・ボルツォフとカップルを結成したが、ロシア選手権で結果が残せず世界ジュニア選手権やISUジュニアグランプリなどへ出場することなくカップルは解散した。
2006年夏にイリヤ・トカチェンコと新たにカップルを結成し、2006-2007年シーズンのロシア選手権のジュニアクラスで2位となり2007年世界ジュニア選手権の代表に選出された。結果は5位入賞に留まったものの、翌2007-2008年シーズンのJGPファイナルでは優勝を飾った。

## 主な戦績
- 戦績はイリヤ・トカチェンコとのカップル時。

| 大会/年               | 2006-07 | 2007-08 |
| --------------------- | ------- | ------- |
| 世界Jr.選手権         | 5       | 4       |
| ロシアJr.選手権       |         | 2       |
| JGPファイナル         |         | 1       |
| JGPジョン・カリー記念 |         | 1       |
| JGPウィーン杯         |         | 2       |

### 詳細
| 2007-2008 シーズン   |                                                              |         |         |         |          |
| 開催日               | 大会名                                                       | CD      | OD      | FD      | 結果     |
| 2008年2月25日-3月2日 | 2008年世界ジュニアフィギュアスケート選手権（ソフィア）       | 2 34.99 | 4 53.70 | 4 77.32 | 4 166.01 |
| 2008年1月30日-2月2日 | ロシアジュニアフィギュアスケート選手権（ロストフ・ナ・ドヌ） | 2       | 1       | 2       | 2 179.23 |
| 2007年12月6日-9日    | 2007/2008 ISUジュニアグランプリファイナル（グダニスク）      | 1 33.66 | 1 56.57 | 1 85.49 | 1 175.72 |
| 2007年10月18日-21日  | ISUジュニアグランプリ ジョン・カリー記念（シェフィールド）   | 1 33.08 | 1 56.62 | 1 84.28 | 1 173.98 |
| 2007年9月13日-16日   | ISUジュニアグランプリ ウィーンバルト杯（ウィーン）           | 2 33.00 | 1 53.97 | 2 82.26 | 2 169.23 |

| 2006-2007 シーズン   |                                                                  |         |          |         |          |
| 開催日               | 大会名                                                           | CD      | OD       | FD      | 結果     |
| 2007年2月26日-3月4日 | 2007年世界ジュニアフィギュアスケート選手権（オーベルストドルフ） | 5 31.12 | 10 45.16 | 6 69.09 | 5 145.37 |